# Auf einmal (Weihnachtsschlager)
Auf einmal (Weihnachtsschlager) ist ein Weihnachtslied des deutschen Musikprojektes Schlagerstars für Kinder, das im November 2017 als Benefiz-Lied für die SOS-Kinderdorf-Stiftung erschien. Im Folgejahr wurde das Stück in einer erweiterten Besetzung nochmals aufgelegt.

## Entstehung und Artwork
Das Lied wurde von den beiden österreichischen Musiker Hubert Molander und Emanuel Treu geschrieben. Die Aufnahmen fanden in den Berliner Musikproduktionsstudios des Radiounternehmens Regiocast statt.
Eingesungen wurde das Lied im Original von den deutschen Schlagersängern Annemarie Eilfeld, Julian David, Mitch Keller, Christian Lais, Tanja Lasch, Anni Perka und Ireen Sheer sowie dem Schweizer Vincent Gross. Bei der Neuauflage waren zusätzlich die deutschen Bands und Musiker Ross Antony, Jürgen Drews, Feuerherz, Norman Langen, Lichtblick, Pia Malo, Olaf Malolepski, Christin Stark und Franziska Wiese sowie die österreichische Sängerin Allessa beteiligt.
Auf dem Frontcover der Originalsingle sind – neben Interpretenangabe und Liedtitel – die mitwirkenden Interpreten zu sehen. Während der Projektname sowie der Titel der Single zentriert angeordnet sind, befinden sich je vier Interpreten darüber und darunter, die je mit einem Bild in separaten Kreisen dargestellt werden.

## Veröffentlichung und Promotion
Die Erstveröffentlichung von Auf einmal erfolgte am 27. November 2017 beim eigens gegründeten, nach dem Projekt benannten, Independentlabel. Das Lied wurde gegen eine Spende als digitaler Einzeltrack zum Download zur Verfügung gestellt. Im Folgejahr erschien eine Neuauflage, bei der die Strophen umgeschrieben und das ursprüngliche Oktett beibehalten, jedoch um zehn weitere Bands beziehungsweise Solointerpreten erweitert wurde. Diese Version wurde erstmals am 4. Dezember 2018 veröffentlicht.
Das Projekt wurde durch das Schlagerplanet Radio unterstützt. Seine Premiere feierte das Lied am Tag der Singleveröffentlichung in der Radiosendung Starplanet, die neben Anika Reichel vom Projektteilnehmer Julian David modertiert wurde. Die Originalteilnehmer wurden bis zum 24. November 2017 fast täglich peu à peu bekannt gegeben und vorgestellt.

## Hintergrund
Projektteilnehmer Christian Lais sagte zu diesem Benefiz-Zusammenschluss: „So eine tolle Aktion muss man einfach unterstützen. Kinder sind unsere Zukunft. Was wären wir ohne Kinder? Ich wünsche mir, dass viele, viele Spenden eingehen“. Auch für seine Kollegin Annemarie Eilfeld sei es eine Herzensangelegenheit: „Es ist schön dabei zu sein und zu helfen, Kindern ein wunderschönes Weihnachtsfest zu ermöglichen“.
Die Einnahmen beziehungsweise Erlöse gingen an die SOS-Kinderdorf-Stiftung. In den ersten beiden Jahren erzielte das Projekt eine Gesamtspendensumme von 2900,00 €; 1500,00 € im ersten Jahr sowie 1400,00 € im zweiten Jahr. Bis Juli 2025 kamen insgesamt über 3100,00 € an Spenden zusammen.

## Inhalt
| „Auf einmal, alles still, so wie damals, nur Weihnachten gibt mir dieses Gefühl. Was in der Kindheit als Zauber begann, hält immer noch an. Kerzenschein, Lichtermeer, ich bin Glücklich, weil ich den Traum von Weihnachten noch spür. Was in der Kindheit als Zauber begann, hält immer noch an.“ – Refrain, Originalauszug | Der Liedtext zu Auf einmal ist in deutscher Sprache verfasst und stammt von Hubert Molander und Emanuel Treu, beide Musiker zeichneten zugleich auch für die Komposition verantwortlich. Musikalisch bewegt sich das Lied im Bereich der Popmusik, stilistisch im Bereich des Schlagers. Inhaltlich handelt es sich um ein Weihnachtslied für Kinder, in dem es unter anderem um das Weihnachtsfest aus Kinderaugen geht, oder an die Erinnerung, die man als Erwachsener noch an das Weihnachtsfest aus der eigenen Kindheit hat beziehungsweise an die Gefühle, die immer wieder zur Adventszeit geweckt werden. Aufgebaut ist das Lied auf zwei Strophen, einem Refrain und einer Bridge. Es beginnt mit der ersten Strophe, auf die erstmals der Refrain folgt. Der gleiche Aufbau wiederholt sich mit der zweiten Strophe. Nach dem zweiten Refrain setzt zunächst ein Instrumental ein, ehe die Bridge einsetzt, in der eine Kinderstimme mit den Worten „Die Kindheit ist unendlich, solange man daran denkt. Endlos wird die Weihnachtszeit und dieser Moment“ zu hören ist. Danach endet das Lied mit dem dritten Refrain. |

## Musikvideo
Das erste Musikvideo feierte seine Premiere am 1. Dezember 2017 auf der Videoplattform YouTube. Dieses zeigt alle teilnehmenden Interpreten im Tonstudio, bei den Gesangsaufnahmen sowie beim Schmücken eines Weihnachtsbaumes. Bis Juli 2025 zählte das Video über 330 Tausend Aufrufe auf dem Videoportal.
Das zweite Musikvideo feierte am 4. Dezember 2018 seine Premiere auf YouTube. Wie auch beim Original, sind hierbei alle teilnehmenden Interpreten während der Gesangsaufnahmen im Tonstudio und beim Schmücken eines Weihnachtsbaumes, zu sehen. Dieses zählte bis Juli 2025 über 130 Tausend Aufrufe auf der Videoplattform.

## Mitwirkende
Liedproduktion
- Hubert Molander: Komposition, Liedtext
- Emanuel Treu: Komposition, Liedtext

Unternehmen
- Schlagerstars für Kinder: Musiklabel

Interpretation (2017)
- Annemarie Eilfeld
- Vincent Gross
- Julian David
- Mitch Keller
- Christian Lais
- Tanja Lasch
- Anni Perka
- Ireen Sheer

Interpretation (2018)
- Allessa
- Ross Antony
- Jürgen Drews
- Annemarie Eilfeld
- Feuerherz
- Vincent Gross
- Julian David
- Mitch Keller
- Christian Lais
- Norman Langen
- Tanja Lasch
- Lichtblick
- Pia Malo
- Olaf Malolepski
- Anni Perka
- Ireen Sheer
- Christin Stark
- Franziska Wiese